# Meyrié
Meyrié ist eine französische Gemeinde mit 1.088 Einwohnern (Stand: 1. Januar 2022) im Département Isère in der Region Auvergne-Rhône-Alpes. Sie gehört zum Arrondissement La Tour-du-Pin und zum Kanton Bourgoin-Jallieu. Die Einwohner werden Meyriautes genannt.

## Geografie
Die Gemeinde Meyrié liegt etwa 42 Kilometer ostsüdöstlich von Lyon. Umgeben wird Meyrié von den Nachbargemeinden Bourgoin-Jallieu im Norden, Nivolas-Vermelle im Osten, Les Éparres im Südosten und Süden sowie Maubec im Westen.

## Bevölkerungsentwicklung
| Jahr                       | 1962 | 1968 | 1975 | 1982 | 1990 | 1999 | 2006 | 2013 | 2021 |
| Einwohner                  | 241  | 208  | 353  | 690  | 749  | 831  | 923  | 1055 | 1067 |
| Quellen: Cassini und INSEE |      |      |      |      |      |      |      |      |      |

## Sehenswürdigkeiten

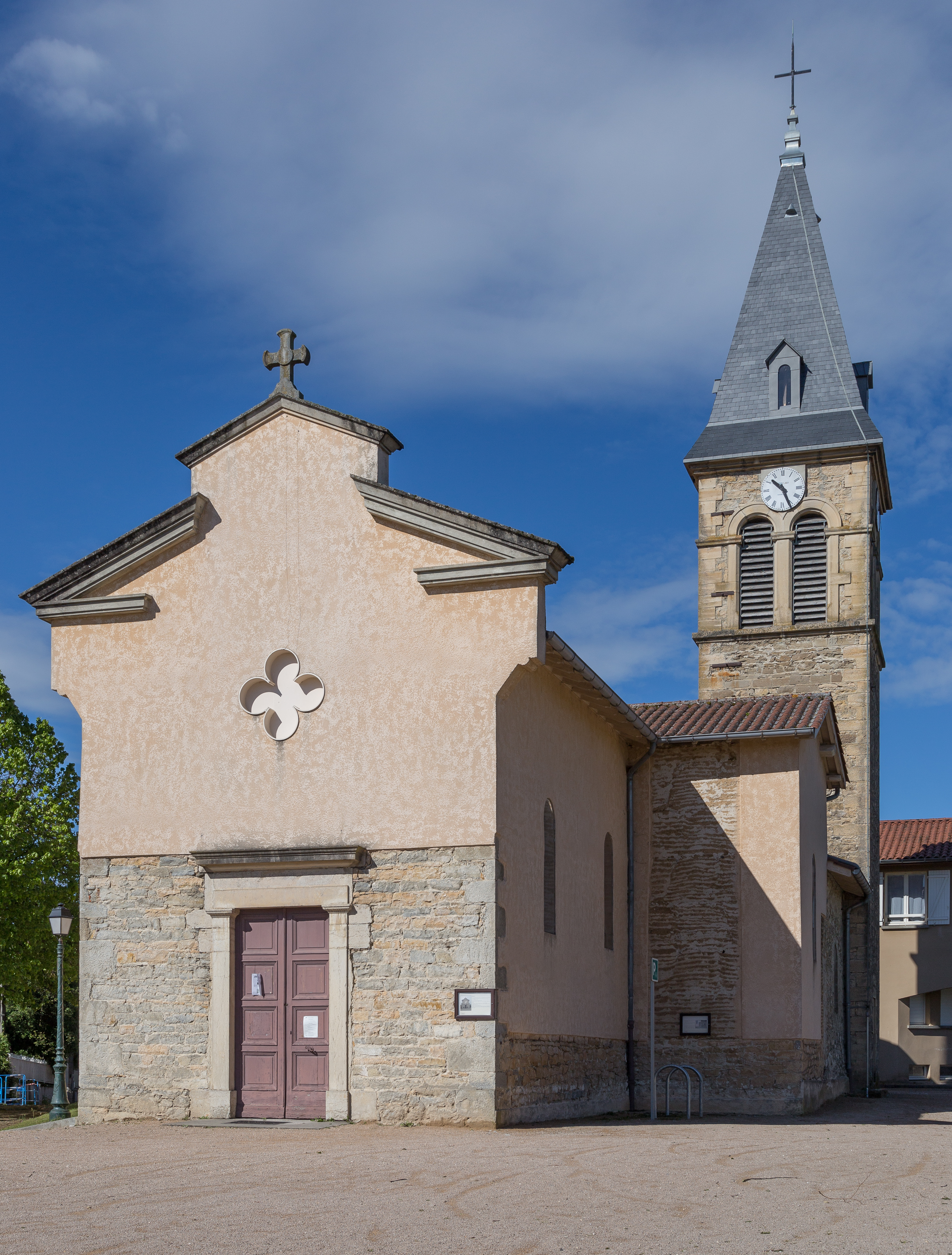
Kirche Notre-Dame et Saint-Clair
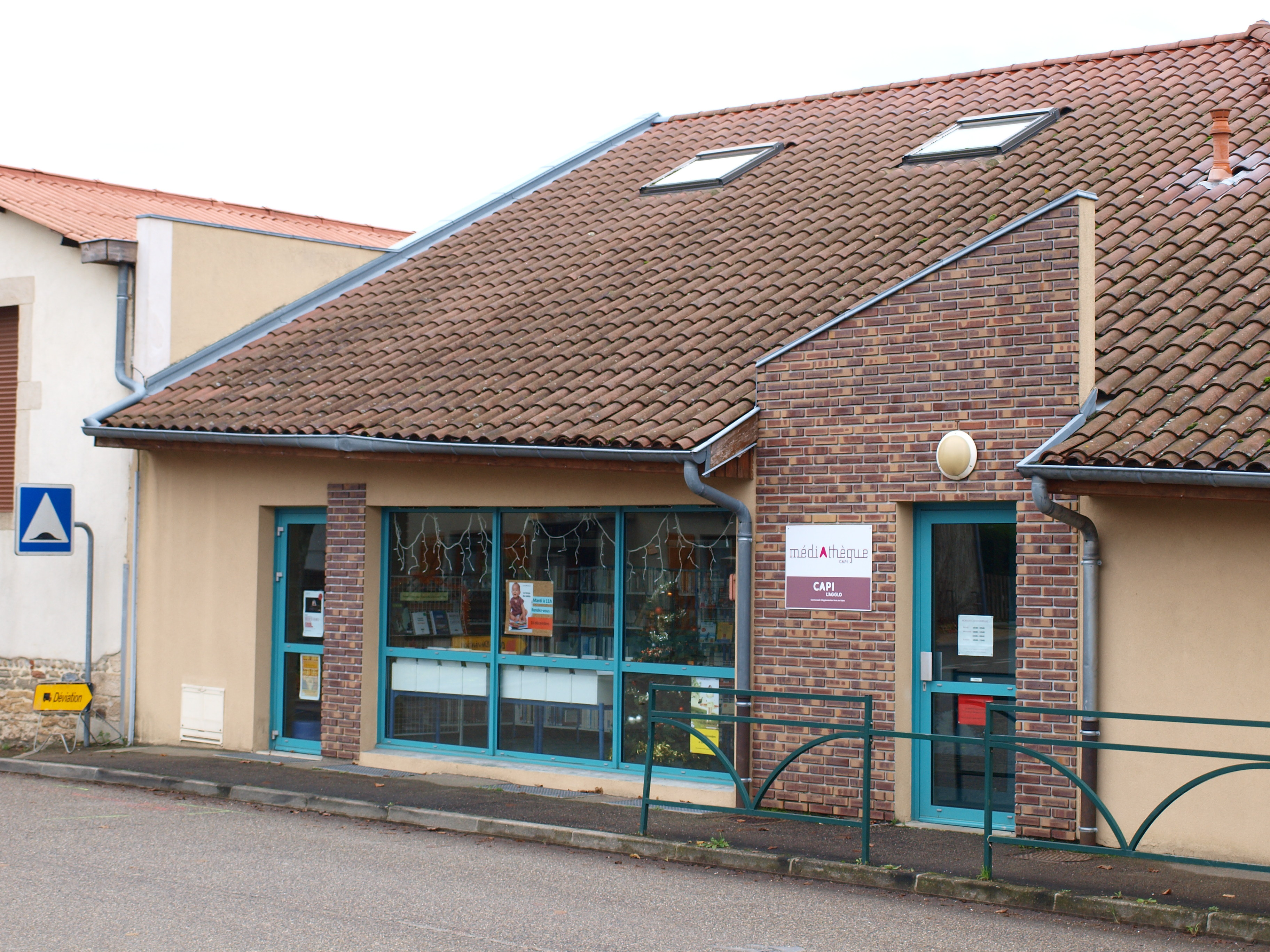
Mediathek
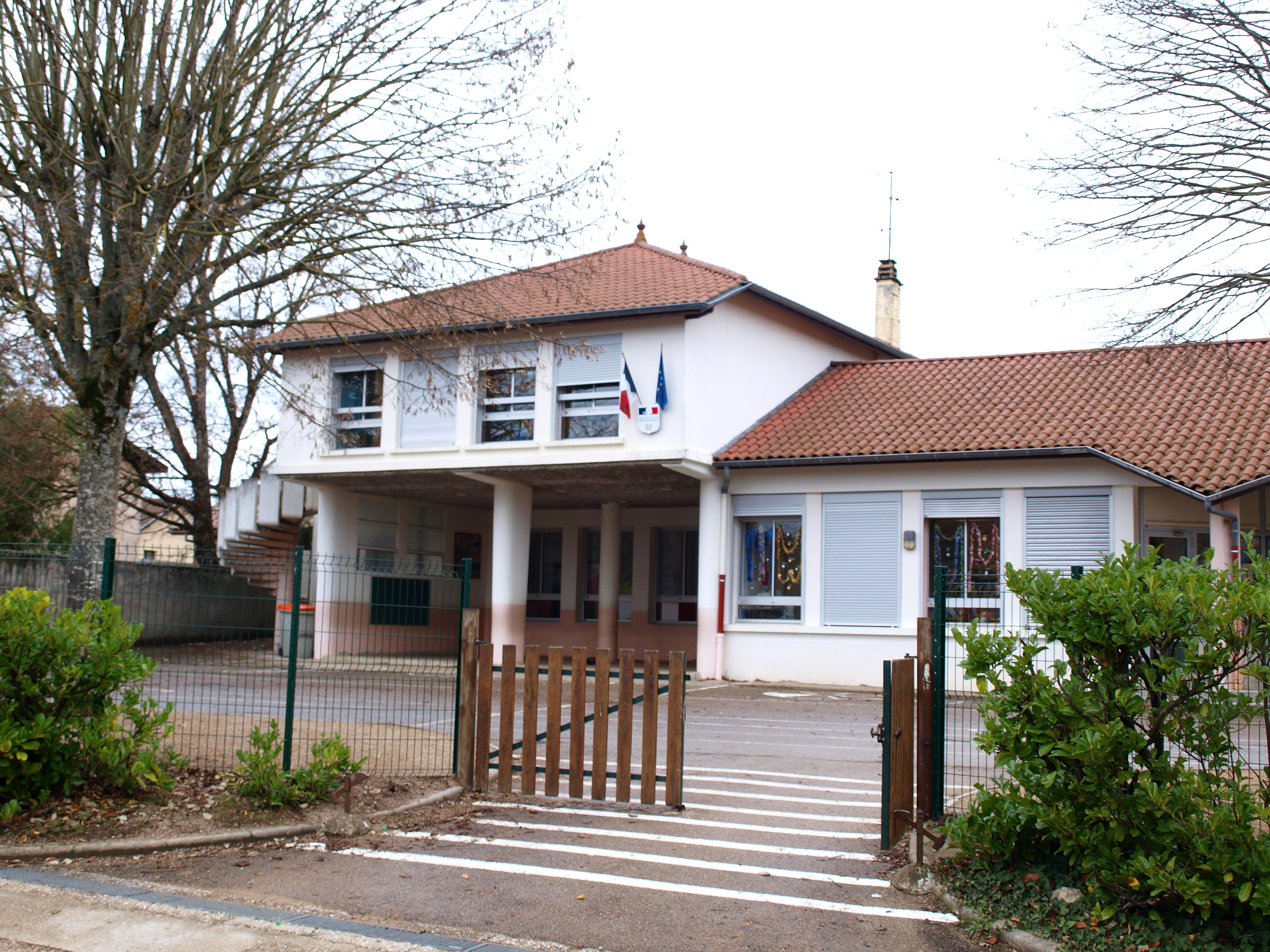
Schule
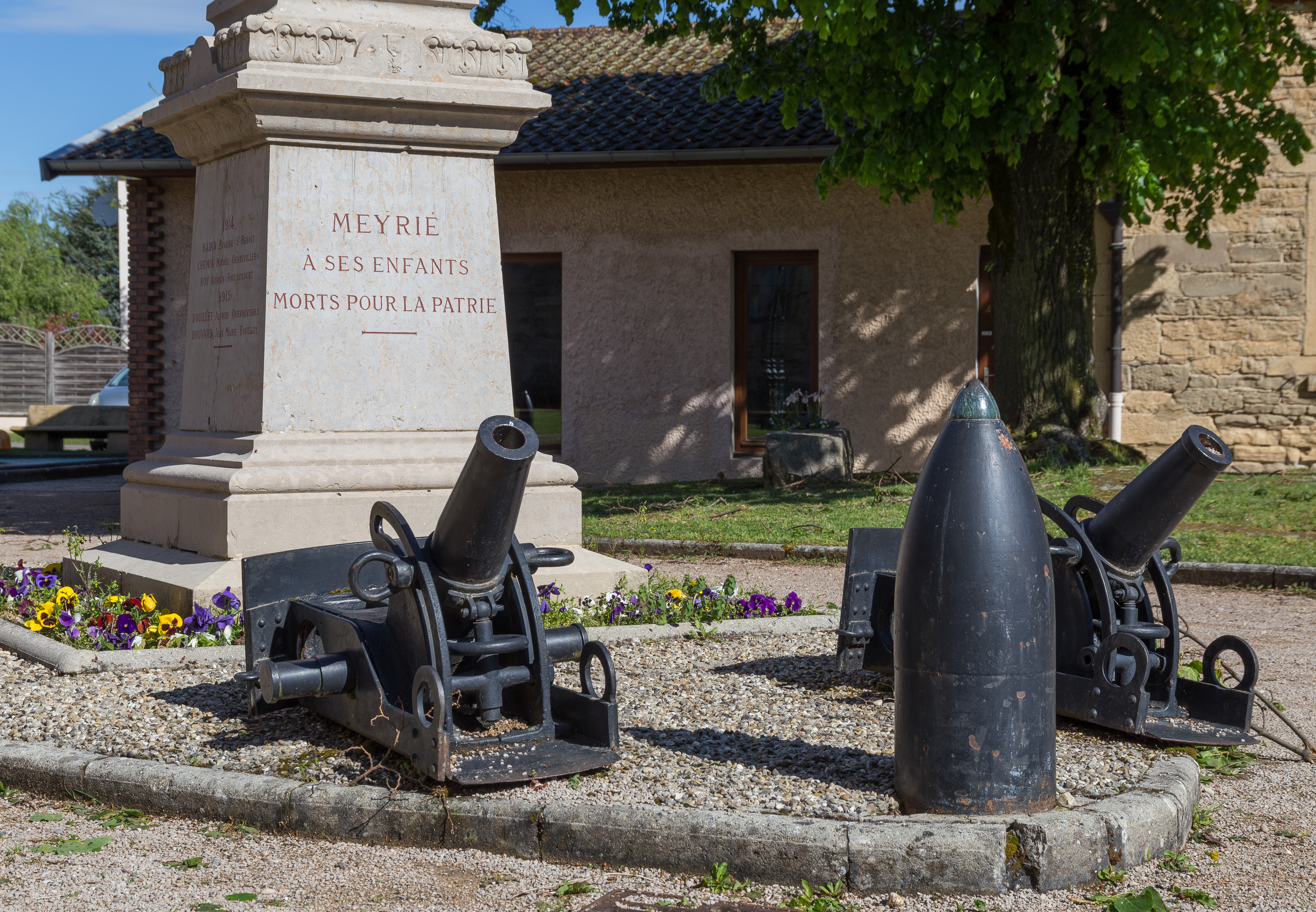
Gefallenendenkmal

- Kapelle Notre-Dame-de-la-Salette

- Kirche Notre-Dame et Saint-Clair
- Mediathek
- Schule
- Gefallenendenkmal

## Gemeindepartnerschaft
Mit der italienischen Gemeinde Bossico in der Provinz Bergamo (Lombardei) besteht seit 1982 eine Partnerschaft.